# Feminizm trzeciej fali

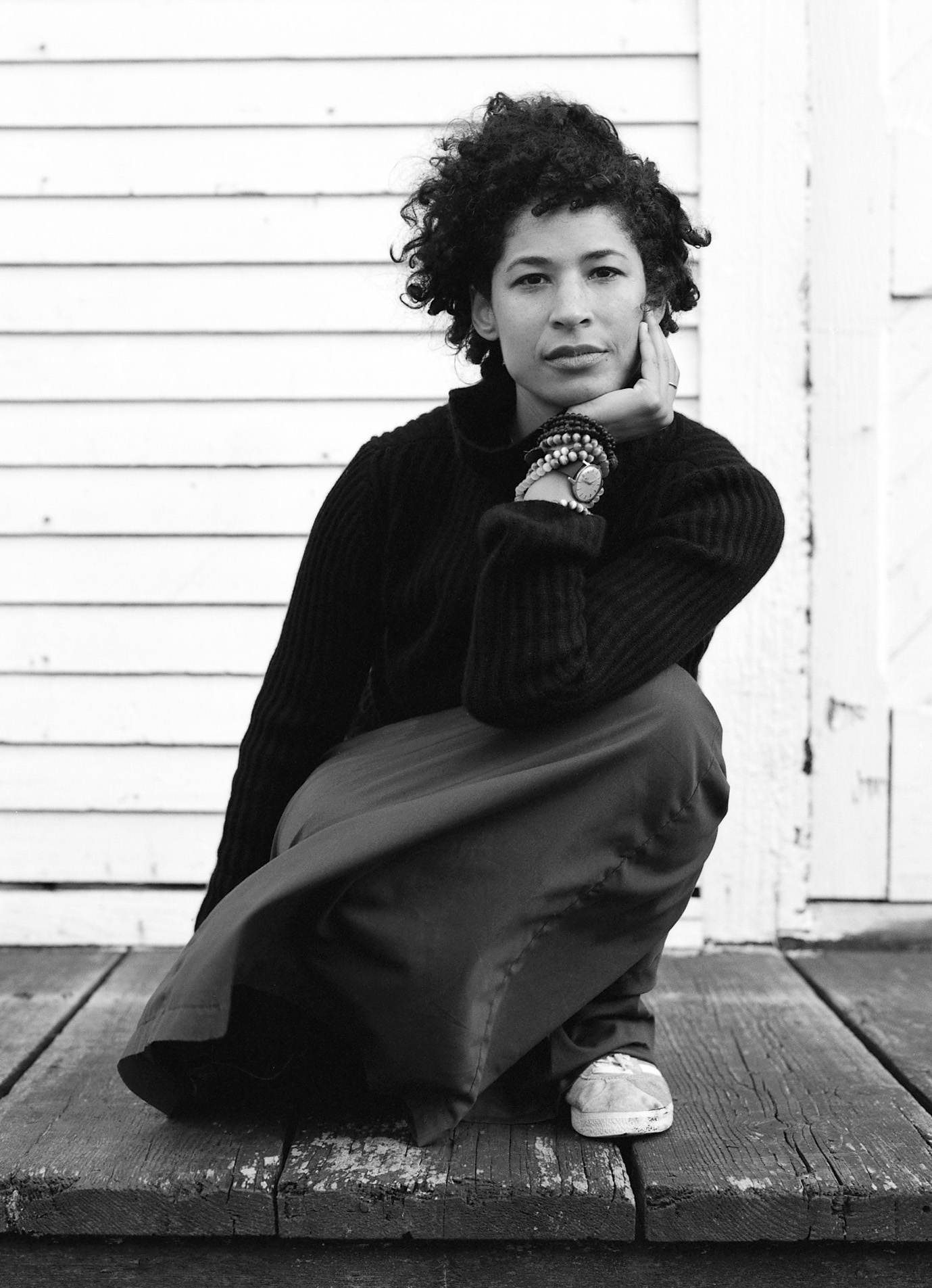
Rebecca Walker w 2003 roku. Pojęcie trzeciej fali przypisuje się jej artykułowi z 1992 roku, "Becoming the Third Wave".

Feminizm trzeciej fali – kolejna odsłona ruchu feministycznego, która rozpoczęła się na początku lat 90. XX wieku w Stanach Zjednoczonych i trwała aż do powstania czwartej fali w latach 2010.
Trzecia fala feminizmu była odpowiedzią na porażkę drugofalowych strategii równouprawnienia oraz konsekwencją rosnącej świadomości znaczenia rasy, etniczności, wyznania religijnego czy podziałów ekonomicznych w kontekście równouprawnienia kobiet.

## Historia
Pojęcie to pojawiło się w dyskursie prasowym w 1992 roku w czasopiśmie Ms. Za manifest trzeciej fali uznaje się wydaną w 2000 roku pracę Manifesta: Young Women, Feminism and the Future. Jej autorki Jennifer Baumgardner i Amy Richards (redaktorki czasopisma Ms.) stawiały sobie za cel ożywienie ruchu feministycznego. Oprócz tematyki drugofalowej wskazywały także nowe pola zainteresowania: problematykę chorób przenoszonych drogą płciową, wykorzystywanie seksualne dzieci czy równy dostęp do technologii.

### Dyskusja w ramach nazewnictwa
Feminizm trzeciej fali bywa też nazywany postfeminizmem. Część badaczy wskazuje jednak, że jest to nazwa błędna i myląca, bowiem jako postfeminizm określa się także konserwatywną odpowiedź wobec feminizmu drugiej fali, jaka nastąpiła w latach 80. XX wieku. Odrębność „trzeciej fali” nie jest też powszechnie uznana wśród badaczy, którzy twierdzą, że istnieją jedynie dwie fale feminizmu. 

## Charakterystyka
Trzecia fala charakteryzuje się połączeniem myśli feministycznej z różnymi współczesnymi nurtami teorii społecznej, przede wszystkim z teorią krytyczną, poststrukturalizmem, teorią queer, teorią postkolonialną czy ekologizmem.

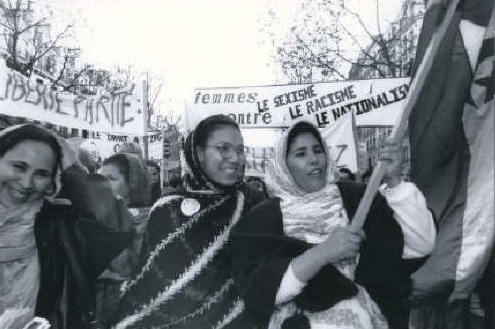
Paryska manifestacja feministek w listopadzie 1995

Aktywistki trzeciej fali wyrażają głosy grup dotychczas wykluczonych z dyskursu. Takie działaczki i autorki jak bell hooks czy Gloria E. Anzaldúa wskazały, że dotychczas feminizm (nawet w swoim radykalnym nurcie) był ruchem pochodzących z klasy średniej białych kobiet z Zachodu, które wypowiadały się w imieniu kobiet „w ogóle” i nie dostrzegały odmiennych stanowisk oraz problemu różnorodności. W konsekwencji powstało wiele nowych nurtów feminizmu: czarny feminizm, feminizm latynoski, feminizm trzecioświatowy czy feminizm lesbijski. Nurty te krytykowały dotychczasowy feminizm za jego esencjalizm: przekonanie, że istnieje wspólna i niezmienna istota kobiecości. Tymczasem doświadczenia kobiecości są bardzo różnorodne i nieprzekładalne. Białe feministki nie mogą narzucać swojej definicji kobiecości i wypowiadać się w imieniu ogółu kobiet. Dla wielu działaczek niemożliwa jest też walka o równouprawnienie kobiet w oderwaniu od emancypacji innych grup opresjonowanych ze względu na rasę, pochodzenie etniczne, religię czy położenie klasowe.
Z tego powodu feminizm trzeciej fali jest ruchem bardzo różnorodnym, w czym też upatruje swoją siłę. Wskazuje na różnorodność kobiecych perspektyw i doświadczeń, uwikłanych w odmienność religijną, rasową, kulturową czy ekonomiczną. Dążenie do ujednolicenia dyskursu czy zjednoczenia ruchu traktowane jest jako zagrożenie wobec tej różnorodności. Największe spory toczą się według podziałów: feministki odwołujące się do tradycji anglo-amerykańskiej a tradycja francuskojęzyczna, esencjaliści a konstruktywiści społeczni czy stanowisko radykalne i lesbijskie a stanowisko liberalne. W debatach dużą uwagę zwraca się na problem wpływu języka na rzeczywistość społeczną, problemy reprezentacji i tematyka genderowa. Istotnym problemem jest też znaczenie feminizmu akademickiego dla życia zwykłych kobiet.